# Heinz-Joachim Meencke
Heinz-Joachim Meencke (* 22. Juli 1945) ist ein deutscher Neurologe und Psychiater und Professor für Neurologie mit Schwerpunkt Epileptologie.

## Leben und Werk
1965 Reifeprüfung am Lothar-Meyer-Gymnasium in Varel/Oldenburg. Nach dem Studium der Medizin und Soziologie in Berlin und Heidelberg war Meencke zunächst von 1975 bis 1977 wissenschaftlicher Assistent in der Neuroanatomie (Graf Keyserlingk), FU Berlin, dort u. a. Arbeiten über das intrahippocampale neuronale Netzwerk. 1976 Promotion zum Dr. med. Von 1977 bis 1979 wissenschaftlicher Assistent in der Neuropathologie (Jorge Cervós-Navarro). Arbeiten zu Durchblutungsstörungen des Gehirns und Beginn neuropathologischer Studien zu den Epilepsien (Forschungsgebietsschwerpunkt (FGS) Epilepsie der DFG). Ab 1979 wissenschaftlicher Assistent in der neurologischen Abteilung (Dieter Janz) des Universitätsklinikums Charlottenburg (FU Berlin). 1981 bis 1983 Assistent in der psychiatrischen Abteilung der von Bodelschwinghschen Anstalten, Bethel – Bielefeld (Volkhart Alsen) und wissenschaftlicher Mitarbeiter am Institut für Neuropathologie (Gerhard Veith). Ab 1983 Fortsetzung der Facharzt-Ausbildung an der neurologischen Abteilung des Universitätsklinikums Charlottenburg (Dieter Janz). Ab 1985 dort Oberarzt und Leiter der neurologischen Universitäts-Poliklinik. 1986 Habilitation mit einem Thema zur Hirnentwicklung bei generalisierten idiopathischen Epilepsien. Nach Forschungsaufenthalten in Kanada am Montreal Neurological Institute (MNI) bei Frederick Andermann und den USA an der Cleveland Clinic bei Hans Otto Lüders war er von 1988 bis 1991 Leitender Arzt der Abteilung II der Klinik Mara der von Bodelschwingh’schen Anstalten in Bethel mit Aufbau einer Station für präoperatives Epilepsie-Monitoring.
1991 erhielt Meencke einen Ruf auf eine C3-Professor für Neurologie an das Universitätsklinikum Charlottenburg der FU Berlin, ab 1994 Klinikum Rudolf Virchow, Charite / Humboldt-Universität. Dort Aufbau einer Abteilung für präoperative Epilepsie-Diagnostik und Entwicklung des Epilepsie-Chirurgie-Programms zusammen mit Wolfgang Lanksch, neurochirurgische Abteilung. 1996 Gründung eines eigenständigen Instituts für präoperative Epilepsie-Diagnostik mit Ansiedlung am Evangelischen Krankenhaus Königin Elisabeth Herzberge (KEH), Berlin, unter vertraglicher Verknüpfung mit der Charite. Von 1996 bis 2011 Chefarzt der Abteilung Epileptologie, geschäftsführender Gesellschafter und leitender Arzt des Instituts und medizinischer Direktor des Epilepsie-Zentrums Berlin, ab 2001 Berlin-Brandenburg.
Das Epilepsie-Zentrum Berlin-Brandenburg entwickelte die Komplex-Behandlung der Epilepsien unter Einbeziehung somatischer, psychiatrischer, neuropsychologischer und sozialer Krankheitsaspekte. Um dies zu fördern, wurden mit Reha-Kliniken, Berufsbildungswerken, Rententrägern, Arbeitsämtern und Einrichtungen zur beruflichen Integration Kooperationsverträge geschlossen.
Ab 2002 stellvertretender ärztlicher Direktor des Krankenhauses, ab 2010 einer der Geschäftsführer des MVZ am KEH, mit Epilepsie-Ambulanz.
Von 1997 bis 2010 Organisation von monatlichen Kammerkonzerten (Oktober bis März) in der Klinik zusammen mit „Yehudi Menuhin – Live Music Now“. Ab 2013 Organisation von „Kammermusiktagen am Vareler Hafen“.
Meencke lebt in Berlin und Varel.

## Schaffen
Die Entwicklung der ganzheitlichen Behandlung der Epilepsien und die Entwicklung der Epilepsie-Chirurgie waren ein Schwerpunkt der klinischen Arbeit von Meencke. Die neuropathologischen Arbeiten von Meencke auf dem Gebiet der Epileptologie richteten seit den 80er Jahren, ausgehend von den Arbeiten von Veith, den Fokus wieder auf die Bedeutung der Entwicklungsstörungen des Gehirns für die Entstehung von Epilepsien. Die Epilepsie-Chirurgie ermöglichte in Zusammenarbeit mit Instituten der Grundlagenforschung der Charite Untersuchungen basaler physiologischer Phänomene der Epilepsien.

## Schriften
Neben Beiträgen in Fachzeitschriften und Büchern ist Meencke auch Ko-Autor von Büchern und Broschüren:
- mit Hermann Stefan, Gerhard Kurlemann, Bernhard J. Steinhoff: Interaktiver Lehratlas Epilepsien. (CD-ROM). G. Thieme, Stuttgart/New York 2006.
- mit Gerd Heinen, Silke Kirschning: Marsmomente. Informationen zur Epilepsie für Jugendliche. Neun Broschüren. Edition Baier, Neuried 2010/2011.

## Auszeichnungen
- 1987: Bodelschwingh-Preis
- 2012: Ehrenmitglied der Deutschen Epilepsie-Vereinigung
- 2014: Ehrenmitgliedschaft der Deutschen Gesellschaft für Epileptologie[2]